# Turnix suscitator
La quaglia tridattila barrata (Turnix suscitator, Gmelin 1789) è un uccello caradriiforme della famiglia dei Turnicidi.

## Sistematica
Turnix suscitator ha 17 sottospecie:
- Turnix suscitator taigoor
- Turnix suscitator leggei
- Turnix suscitator plumbipes
- Turnix suscitator bengalensis
- Turnix suscitator rostratus
- Turnix suscitator blakistoni
- Turnix suscitator pallescens
- Turnix suscitator thai
- Turnix suscitator interrumpens
- Turnix suscitator atrogularis
- Turnix suscitator fasciatus
- Turnix suscitator haynaldi
- Turnix suscitator nigrescens
- Turnix suscitator rufilatus
- Turnix suscitator powelli
- Turnix suscitator okinavensis
- Turnix suscitator suscitator
  - Turnix suscitator kuiperi sottospecie di T. s. suscitator
  - Turnix suscitator machetes sottospecie di T. s. suscitator
  - Turnix suscitator baweanus sottospecie di T. s. suscitator

## Distribuzione e habitat
Questo uccello vive in Asia meridionale e centrorientale, dal Pakistan all'Indonesia e dalla Cina al Vietnam compresi le Filippine, il Giappone e Taiwan.